# Région économique d'Extrême-Orient

Région économique d'Extrême-Orient sur la carte de la Russie.

La région économique d'Extrême-Orient (en russe : Дальневосто́чный экономи́ческий райо́н, Dalnevostotchny ekonomitcheski raïon) est l'une des douze régions économiques de Russie.

## Caractéristiques générales[1]
- Surface : 6 216 000 km2
- Population : 7 463 000 hab.
- Densité : 1,2 hab./km2
- Urbanisation : 76 % de la population est urbaine

## Composition
La région économique d'Extrême-Orient est composée des sujets fédéraux suivants :
- Oblast de l'Amour
- District autonome de Tchoukotka
- Oblast autonome juif
- Kraï du Kamtchatka
- Kraï de Khabarovsk
- Oblast de Magadan
- Kraï du Primorie
- République de Sakha
- Oblast de Sakhaline